# منظمة غير حكومية دولية

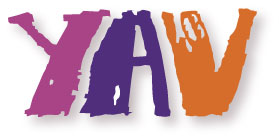
شعار برنامج المتطوعين الشباب التابع للكنيسة المشيخية (الولايات المتحدة الأمريكية)

توسع منظمة غير حكومية دولية (بالإنجليزية: International non-governmental organization)‏ اختصارًا (INGO) مفهوم المنظمة غير الحكومية إلى نطاق دولي.
المنظمات غير الحكومية مستقلة عن الحكومات ويمكن اعتبارها نوعين، المنظمات غير الحكومية المناصرة، التي تهدف إلى التأثير على الحكومات بهدف معين، والمنظمات غير الحكومية العاملة التي تقدم الخدمات. أمثلة على ولايات المنظمات غير الحكومية هي الحفاظ على البيئة، وتعزيز حقوق الإنسان أو النهوض بالمرأة. عادةً ما تكون المنظمات غير الحكومية غير ربحية، ولكنها تتلقى تمويلًا من الشركات أو رسوم عضوية. تحتوي العديد من المنظمات غير الحكومية الدولية الكبيرة على عناصر من المشاريع التشغيلية ومبادرات المناصرة التي تعمل معًا داخل البلدان الفردية.
يصف المصطلح التقني «المنظمات الدولية» المنظمات الحكومية الدولية (IGOs) ويتضمن مجموعات مثل الأمم المتحدة أو منظمة العمل الدولية، والتي يتم تشكيلها بموجب معاهدات بين الدول ذات السيادة. في المقابل، تُعرّف المنظمات غير الحكومية الدولية بأنها «أي منظمة عاملة دوليًا لم يتم تأسيسها بموجب اتفاقية حكومية دولية».
يمكن تأسيس منظمة غير حكومية دولية من قبل المؤسسات الخيرية الخاصة، مثل مؤسسات كارنيجي، وروكفلر، وغيتس، وفورد، أو كمساعد للمنظمات الدولية القائمة، مثل الكنائس الكاثوليكية أو اللوثرية. حدثت طفرة في المنظمات غير الحكومية الدولية من أجل التنمية الاقتصادية خلال الحرب العالمية الثانية، والتي أصبح بعضها فيما بعد منظمات كبيرة مثل قرى الأطفال إس أو إس وأوكسفام، وخدمات الإغاثة الكاثوليكية وكير. ارتفع عدد المنظمات غير الحكومية الدولية من 6000 في عام 1990 إلى 26000 في عام 1999، وقدر تقرير صدر عام 2013 عددها بحوالي 40.000.

## التاريخ
في عام 1910، كان اتحاد الجمعيات الدولية (UIA) أول من اقترح منح مكانة «فائقة القومية» للمنظمات الدولية ذات الميول الدبلوماسية دون تأثير حكومي. قامت جمعية القانون الدولي (ILA) بتعديل هذا المقترح، مضيفة أنه يمكن تبني هذا الوضع التنظيمي «فوق الوطني» للجمعيات المشكلة من أجل الربح.

## أنشطة
ينصب التركيز الرئيسي للمنظمات غير الحكومية الدولية على تقديم الإغاثة والمساعدة الإنمائية للبلدان النامية. تساعد المشاريع المتعلقة بالصحة مثل التوعية بفيروس نقص المناعة البشرية / الإيدز والوقاية والعلاج والمياه النظيفة والوقاية من الملاريا، والمشاريع المتعلقة بالتعليم مثل مدارس الفتيات وتوفير الكتب، على توفير الخدمات الاجتماعية التي لا توفرها حكومة البلد. تعد المنظمات الدولية غير الحكومية من أوائل المستجيبين للكوارث الطبيعية، مثل الأعاصير والفيضانات، أو الأزمات التي تحتاج إلى الإغاثة الطارئة. تعمل منظمات أخرى، مثل بعثة العدالة الدولية، على جعل النظم القضائية أكثر فعالية وشرعية. ولا يزال البعض الآخر، مثل أولئك الذين يروجون للتمويل الصغير والتعليم، يؤثر بشكل مباشر على المواطنين والمجتمعات من خلال تطوير المهارات ورأس المال البشري مع تشجيع تمكين المواطنين ومشاركة المجتمع.
تمثل المنظمات غير الحكومية، بشكل عام، أكثر من 15٪ من إجمالي مساعدات التنمية الدولي، والتي ترتبط بالتنمية الاقتصادية. اعتبارًا من عام 2007، أشارت التقديرات إلى أن المساعدة (التي ساهمت جزئيًا بها المنظمات غير الحكومية الدولية) على مدى الثلاثين عامًا الماضية قد زادت معدل النمو السنوي بنسبة واحد بالمائة.

## الانتقادات
بالنظر إلى أنها عادة ما تكون مدعومة بالتبرعات، فإن القلق العام بشأن المنظمات غير الحكومية الدولية هو أين تذهب الأموال وما إذا تم إنفاقها بكفاءة. يمكن أن تكون التكاليف الإدارية المرتفعة مؤشرا على عدم الكفاءة، أو إثراء الموظفين على حساب المستفيدين، أو اختلاس أو تحويل الأموال بشكل خاطئ إلى المسؤولين المحليين الفاسدين أو الديكتاتورية. وقد بُذلت محاولات عديدة لتصحيح مساءلة المنظمات غير الحكومية الدولية المحيطة بمكان استخدام أموالهم. تحاول مواقع الويب مثل Charity Navigator وقيف ويل توفير الشفافية فيما يتعلق بمدى التكاليف الإدارية، وما هي الأنشطة التي يتم إنفاق الأموال عليها، وما إذا كان المزيد من التبرعات مفيدًا، ومدى فعالية الأنشطة مقارنةً بالجمعيات الخيرية الأخرى أو الأنشطة المحتملة.
هناك انتقاد آخر وهو أن العديد من الأشخاص المستفيدين من المنظمات غير الحكومية الدولية ليس لديهم طريقة للتأثير على هذه الأنشطة ومحاسبة المنظمات. (على سبيل المثال عن طريق التهديد بوقف التبرعات). تطلب بعض المنظمات الخيرية مشاركة المجتمعات المحلية لتجنب المشاكل المتعلقة بالكفاءة بين الثقافات، وتجنب العواقب غير المقصودة بسبب الافتقار إلى المشاركة أو نقص المعرفة بالظروف المحلية.
في مارس 2015، انتقدت المجلة الأوروبية للعلاقات الدولية تأثير المنظمات غير الحكومية الدولية على صنع القرار الحكومي، مدعية أنها تبطئ اندماج البلدان النامية في الاقتصاد العالمي.

## المنظمات غير الحكومية الدولية البارزة

### مشاريع متعددة التخصصات
- أكشن إيد
- عدرا
- آيزيك
- كافود
- كير
- مجلس اللاجئين الدانمركي
- أوكسفام
- أنقذوا الاطفال
- قرى الأطفال إس أو إس
- منظمة الرؤية العالمية
- جامعة غير حكومية مرخصة من الاتحاد الدولي للمنظمات غير الحكومية.
- جامعة الأمم المتحدة للحرية والسلام

### الصحة
- صدقة: ماء
- أطباء بلا حدود
- مؤسسة العناية بالعيون (ECF)
- التحالف العالمي لللقاحات والتحصين
- الصندوق العالمي لمكافحة الإيدز والسل والملاريا
- HealthRight International

### الأطفال والشباب
- الرحمة الدولية
- الاتحاد الدولي لحركات الشباب الأبرشية الكاثوليكية (FIMCAP)
- خطة
- مؤسسة ريجيو للأطفال
- منظمة إنقاذ الطفولة الدولية
- قرى الأطفال إس أو إس
- الرابطة العالمية للمرشدات وفتيات الكشافة (WAGGGS)
- المنظمة العالمية للحركة الكشفية (WOSM)
- منظمة الرؤية العالمية

### التعليم
- الرابطة الأوروبية لمعلمي التاريخ
- مشروع المكتبة
- مشاريع Openmind- INGO
- جامعة الأمم المتحدة لعلماء المستقبل

### حقوق الإنسان
- منظمة العفو الدولية
- مبادرة الكومنولث لحقوق الإنسان
- أصدقاء الشعوب القريبة من الطبيعة
- منظمة الإنسانية الدولية
- الاتحاد الدولي لحقوق الإنسان
- جامعة الأمم المتحدة للحرية والسلام

### البيئة
- منظمة السلام الأخضر
- الشبكة الدولية للقضاء على الملوثات العضوية الثابتة
- الاتحاد الدولي لحفظ الطبيعة
- الصندوق العالمي للطبيعة

### التعددية
- المدن الشقيقة الدولية
- الاتحاد العالمي لرابطات الأمم المتحدة

### دين
- الاتحاد الدولي لحركات الشباب الأبرشية الكاثوليكية (FIMCAP)
- الإغاثة اللوثرية العالمية

### الفضاء والتكنولوجيا
- لجنة أبحاث الفضاء
- RIPE NCC